# College (Alaska)
College is een plaats (census-designated place) in de Amerikaanse staat Alaska, en valt bestuurlijk gezien onder Fairbanks North Star Borough.

## Demografie
Bij de volkstelling in 2000 werd het aantal inwoners vastgesteld op 11.402.

## Geografie
Volgens het United States Census Bureau beslaat de plaats een oppervlakte van
49,5 km², waarvan 48,4 km² land en 1,1 km² water.

## Plaatsen in de nabije omgeving
De onderstaande figuur toont nabijgelegen plaatsen in een straal van 40 km rond College.